# Иоганн Вильгельм Саксен-Эйзенахский
Иоганн Вильгельм Саксен-Эйзенахский (нем. Johann Wilhelm von Sachsen-Eisenach; 17 октября 1666, Фридевальд, Альтенкирхен — 14 января 1729 или 4 января 1729, Эйзенах) — герцог Саксен-Эйзенахский.

## Биография
Иоганн Вильгельм был вторым сыном саксен-эйзенахского герцога Иоганна Георга I и Иоганетты фон Сайн-Витгенштейн. Его брат-близнец Максимилиан Генрих умер в двухлетнем возрасте.
10 ноября 1698 умер бездетным его старший брат Иоганн Георг II, и Иоганн Вильгельм стал новым герцогом. При нём Саксен-Эйзенах пережил культурный расцвет, придворным капельмейстером у Иоганна Вильгельма был Георг Филипп Телеман.

## Семья и дети
28 ноября 1690 года Иоганн Вильгельм женился в Ораньевауде на Амалии Нассау-Дицской, которая была его старше на 11 лет. У них было двое детей:
- Вильгельм Генрих (1691—1741)
- Альбертина Иоганетта (1693—1700)

Через два года после смерти первой жены Иоганн Вильгельм 27 февраля 1697 года женился в Вольфенбюттеле на Кристине Юлиане Баден-Дурлахской. У них было семеро детей:
- Иоганетта Антуанетта Юлиана (1698—1726), замужем за герцогом Иоганном Адольфом II Саксен-Вейсенфельским
- Каролина Кристина (1699—1743), замужем за ландграфом Карлом I Гессен-Филипстальским
- Антон Густав (1700—1710)
- Шарлотта Вильгельмина Юлиана (1703—1774)
- Иоганетта Вильгельмина Юлиана (1704—1705)
- Карл Вильгельм (1706—1706)
- Карл Август (1707—1711)

Через год после смерти второй жены Иоганн Вильгельм 18 июля 1708 года женился в Вайсенфельсе на Магдалене Сибилле Саксен-Вайсенфельсской. У них было трое детей:
- Иоганна Магдалена София (1710—1711)
- Кристиана Вильгельмина (1711—1740), замужем за князем Карлом Нассау-Узингенским
- Иоганн Вильгельм (1713—1713)

Через год после смерти третьей жены Иоганн Вильгельм 29 мая 1727 года женился в замке Филиппсруэ на Марии Кристине Фелицитас Лейнинген-Гейдесгеймской, вдовствующей княгине Баден-Дурлахской. Детей у них не было.